# Atabae (Ort)
Atabae ist ein Ort in der Aldeia Vila Maria (Suco Rairobo, Verwaltungsamt Atabae, Gemeinde Bobonaro).

## Name
1936 wurde Atabae von den Portugiesen in Atalaia umbenannt. Doch der Name setzte sich nicht durch und einige Jahre nach dem Zweiten Weltkrieg kehrte man zum alten Namen zurück. Der Ort wird auch nach dem Suco als Rairobo bezeichnet, der Ort Rairobo befindet sich aber südwestlich von Atabae.

## Geographie
Der Ort liegt auf einer Meereshöhe von 381 m. Zur Landeshauptstadt Dili sind es in Luftlinie etwa 55 Kilometer (85 Kilometer auf der Straße) nach Nordosten, zur Gemeindehauptstadt Maliana etwa 17 Kilometer nach Süden. Eine Überlandstraße verbindet Atabae mit Aidabaleten, dem Hauptort des Verwaltungsamts, dass in Luftlinie etwa 6 Kilometer westlich an der Sawusee liegt. Nordwestlich liegt der Ort Faturase.
In Atabae steht der Sitz des Sucos, die Grundschule Rairobo, ein Hospital und eine Kirche. Die ehemalige Kaserne der portugiesischen Kavallerie ist heute ein Ausbildungszentrum der Nationalpolizei Osttimors (PNTL).
Der Monte Atabae liegt etwa 3 Kilometer nordöstlich von Atabae.

## Geschichte

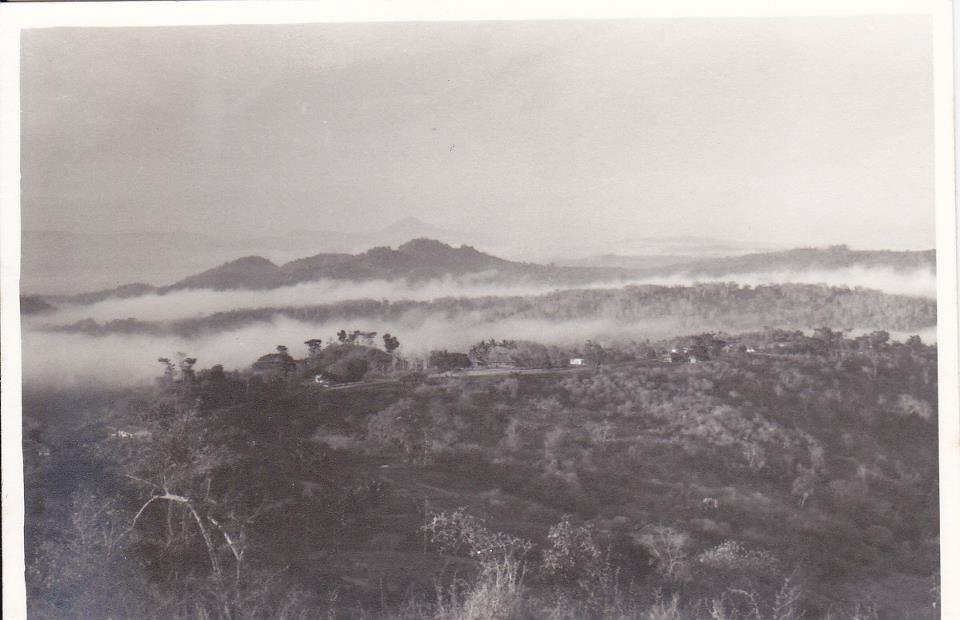
Der Ort Atabae (1970)

Bei der Belagerung von Atabae kam der bekannte portugiesische Offizier Francisco Duarte am 17. Juli 1899  bei den Pedras de Bicari (Bicari-Felsen) ums Leben. Am 17. Juli 1959 wurde ein Gedenkstein am Ort des Todes von Duarte aufgestellt. Sowohl bei den Timoresen, als auch in Portugal wurde er zur Legende. Zu seinem Todestag gab es in der Kolonie jährlich eine feierliche Gedenkveranstaltung.
Seit Juni 1970 war die 6. Kavallerieschwadron (ECAV 6) der Portugiesen in Atabae stationiert. Im Dezember 1974 wurde die 6. Kavallerieschwadron außer Dienst gestellt und das Personal nach Bobonaro verlegt, wo es zusammen mit dem Personal der 5. Kavallerieschwadron die Kavalleriegruppe Fronteira (deutsch Grenze) bildete, bis sich die portugiesischen Truppen aus Osttimor zurückzogen.

## Persönlichkeiten
- João da Costa Tavares (1931–2009), Politiker unter indonesischer Besatzung, Kommandeur von Massakern